# Market Rasen
Market Rasen är en stad och en civil parish i West Lindsey, Lincolnshire, England. Orten har 3 230 invånare (2001).